# Sarny (Ścinawka Górna)
Sarny (niem. Scharfeneck) – przysiółek wsi Ścinawka Górna w Polsce, położony w województwie dolnośląskim, w powiecie kłodzkim, w gminie Radków.
W latach 1975–1998 przysiółek administracyjnie należał do województwa wałbrzyskiego.

## Położenie
Część wsi Ścinawka Górna położona na granicy Wzgórz Włodzickich i Wzgórz Ścinawskich, na południowy zachód od Nowej Rudy, na wysokości 330–350 m n.p.m.

## Historia
Początki miejscowości sięgają XIV wieku, w tym czasie istniał tu folwark. W następnych latach Sarny były związane ze Ścinawką Górną. W roku 1590 wzniesiono tutaj dwór, który w czasie wojny trzydziestoletniej został skonfiskowany jego protestanckim właścicielom. Po zakończeniu wojny okoliczne dobra zakupił Franz Anton von Götzen, który rozbudował dwór tworząc z niego okazałą rezydencję. W XIX wieku cieszyła się ona znacznym zainteresowaniem wśród turystów. W roku 1840 w Sarnach były: dwa bielniki, magiel, cegielnia i kilka warsztatów tkackich.

## Zabytki
Według rejestru zabytków Narodowego Instytutu Dziedzictwa na listę zabytków wpisany jest:
- zespół pałacowy Sarny:
  - pałac – renesansowy dwór z 1590 roku[8], przebudowany na pałac w 1661 r., XVII–XVIII wieku. Położony na skraju wsi początkowo był skromnym dworem obronnym, czyli zamkiem. Zbudowano go przed XV w. w malowniczym miejscu - na skarpie w widłach Włodzicy i Ścinawki. Przed wiekami Sarny były jedną z najbardziej okazałych rezydencji w Kotlinie Kłodzkiej. Najlepsze czasy przypominają jedynie piękne zdobienia na ścianach, sklepienia komnat i wspaniałe freski iluzoryczne w kaplicy, którą zdobi wiele wizerunków św. Jana Nepomucena. Na jednych unoszą go aniołowie, na innych trzyma palmę męczeństwa, na kolejnych są sceny z jego życia. Polichromie, które wyszły spod pędzla Hoffmanna, dwukrotnie później konserwowane, zachowały się do dzisiaj. Poza św. Janem znajduje się tam również herb Götzenów, św. Apolonia i św. Barbara – patronki rodu, a także m.in. Jan Boży, Jan Sarkander, Jan Jałmużnik i Jan Chrzciciel. Z dziedzińca pałacu można zobaczyć całą posiadłość ze stodołą, oborą i kilkoma budynkami gospodarczymi oraz zabytkowy spichlerz z drugiej połowy XVII w., w którym kilka lat temu zawalił się dach[9]. W 2013 r. obiekt był w bardzo złym stanie. Przez nieszczelny dach woda przelewała się przez wszystkie kondygnacje. Zdewastowane pomieszczenia, w których brak podłóg, futryn i drzwi, zawalone były cegłami i resztkami z pieców. Komnatę na drugiej kondygnacji zajmowały wielkie belki ze stropu, które runął. Kolejne piętro przez zniszczoną podłogę było niedostępne. Złodzieje kradli wszystko od kafelek ze ścian po kafle piecowe. Pałac Götzenów z oknami zasłoniętymi deskami w owym czasie nie przedstawiał się najlepiej[9]. Pod koniec 2013 r. Agencja Nieruchomości Rolnych sprzedała obiekt prywatnej spółce, która zadeklarowała zorganizowanie w Dworze Sarny instytucji kultury z miejscami hotelowymi[10].
  - pałac letni – wybudowany w 1730 r. Obiekt dwukondygnacyjny pokryty dachem mansardowym z lukarnami. Nad wejściem znajdował się kartusz z herbami budowniczego pałacu hrabiego Franza Antona von Götzena (1693-1738) i jego żony Marii Anny (Marianne) von Stillfried[11], córki Raymunda Erdmanna Antona barona Stillfried von Rattonitz (1672-1720)[12] z Nowej Rudy. Kartusz skradziono w  1996 r.
  - spichrz z drugiej połowy XVII wieku
  - park z XVIII–XIX wieku.

## Szlaki turystyczne
droga Szklary-Samborowice  – Jagielno – Przeworno – Gromnik – Biały Kościół – Nieszkowice – Żelowice – Ostra Góra – Niemcza – Gilów – Piława Dolna – Owiesno – Góra Parkowa – Bielawa – Kalenica – Zdrojowisko – Nowa Ruda – Przełęcz pod Krępcem – Sarny – Tłumaczów – Gajów – Radków – Skalne Wrota – Pasterka – Przełęcz między Szczelińcami – Karłów – Lisia Przełęcz – Białe Skały – Skalne Grzyby – Batorów – Skała Józefa – Duszniki-Zdrój – Schronisko PTTK „Pod Muflonem” – Szczytna – Zamek Leśna – Polanica-Zdrój – Łomnicka Równia – Huta – Bystrzyca Kłodzka – Igliczna – Międzygórze – Przełęcz Puchacza